# Seinäjoki Race

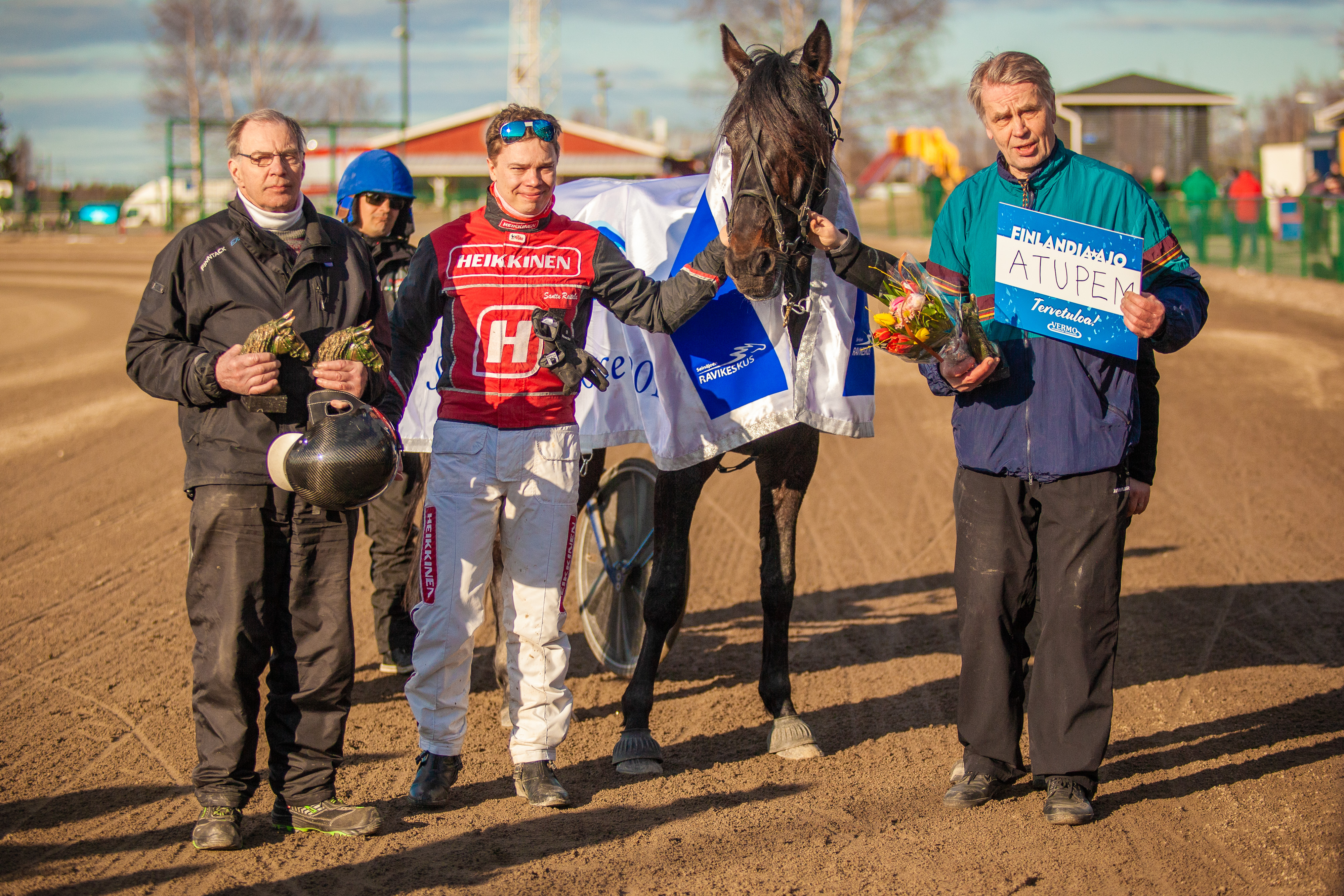
Teuvo Kivivuori, Santtu Raitala et Antero Tupamäki avec Atupem, vainqueur de l'édition 2019.

La Seinäjoki Race, anciennement Prix Étain Royal, est une course hippique de trot attelé se déroulant habituellement en avril, parfois en mars, sur l'hippodrome de Seinäjoki en Finlande.
C'est une course de Groupe I réservée aux chevaux de 4 à 14 ans. Elle se court sur la distance de 2 100 mètres, et l'allocation s'élève à 100 000 € dont 50 000 € pour le vainqueur.
Durant vingt ans, la course a porté le nom du trotteur français hongre Étain Royal (fi) qui fit une brillante carrière en Finlande et gagna notamment cette course (alors appelée Seinäjoki-Ajo) en 2000.

## Palmarès depuis 1984
| Année | Vainqueur           | Driver               |
| ----- | ------------------- | -------------------- |
| 2025  | Borups Victory      | Daniel Wäjersten     |
| 2024  | Borups Victory      | Daniel Wäjersten     |
| 2023  | Mister Hercules     | Örjan Kihlström      |
| 2022  | Willow Pride        | Santtu Raitala       |
| 2021  | Dear Friend         | Johan Untersteiner   |
| 2020  | Course non disputée | Course non disputée  |
| 2019  | Atupem              | Santtu Raitala       |
| 2018  | Call Me Keeper      | Örjan Kihlström      |
| 2017  | Twister Bi          | Christoffer Eriksson |
| 2016  | El Mago Pellini     | Adrian Kolgjini      |
| 2015  | Quick Fix           | Tuomas Korvenoja     |
| 2014  | Prussia             | Pietro Gubellini     |
| 2013  | Nesta Effe          | Roberto Vecchione    |
| 2012  | Marlon Om           | Pietro Gubellini     |
| 2011  | Red Hot Dynamite    | Daniel Olsson        |
| 2010  | Ladakh Jiel         | Ari Moilanen         |
| 2009  | Camilla Highness    | Peter Ingves         |
| 2008  | Isn't It Pacha      | Ari Moilanen         |
| 2007  | Mr Nice Guy         | Antti Teivainen      |
| 2006  | Cold Hard Wind      | Antti Teivainen      |
| 2005  | Classico Merett     | Pekka Korpi          |
| 2004  | Classico Merett     | Pekka Korpi          |
| 2003  | Jose Kemp           | Jorma Kontio         |
| 2002  | Exchequer           | Kari Rosimo          |
| 2001  | BWT Magic           | Ahti Antti-Roiko     |
| 2000  | Étain Royal         | Jorma Kontio         |
| 1999  | Universe            | Kari Rosimo          |
| 1998  | Josef Dahlia        | Jukka-Pekka Kauhanen |
| 1997  | Josef Dahlia        | Jukka-Pekka Kauhanen |
| 1996  | Isla J Brave        | Aki Antti-Roiko      |
| 1995  | Isla J Brave        | Aki Antti-Roiko      |
| 1994  | Texas Express       | Pekka Korpi          |
| 1993  | Texas Express       | Pekka Korpi          |
| 1992  | Newstime Star       | Aki Antti-Roiko      |
| 1991  | Anki Tim            | Jan-Erik Nygård      |
| 1990  | Straight Stud       | Ari Hartikainen      |
| 1989  | Clear To Fly        | Ilkka Korpi          |
| 1988  | Straight Stud       | Pertti Puikkonen     |
| 1987  | Express Ex          | Sakari Kostamo       |
| 1986  | Record Bowl         | Pekka Korpi          |
| 1985  | Keystone Joseph     | Ilkka Korpi          |
| 1984  | Bettina Kähö        | Voitto Piilonen      |